# Roberto Carlos (álbum de 1992)
Roberto Carlos é o trigésimo segundo álbum de estúdio do cantor e compositor Roberto Carlos, lançado em 09/12/1992 pela CBS. Neste álbum as baixinhas são homenageadas com a salsa “Mulher Pequena”, faixa que alcançou muito sucesso e figura até hoje no repertório de shows do Artista. Podemos destacar também "Dizem Que Um Homem Não Deve Chorar", versão de Roberto e Erasmo para "Nova Flor", composta por Mario Zan e Palmeira e também de sua versão em espanhol "Los Hombres No Deben LLorar" adaptação de Pepe Avila. O álbum ganhou disco de ouro na Espanha em 1992, por vendas superiores a 50 mil cópias.

## Faixas - Composição e Duração
| Nº  | Título                                                                       | Composição                                                         | Duração |
| --- | ---------------------------------------------------------------------------- | ------------------------------------------------------------------ | ------- |
| 1.  | "Você é Minha"                                                               | Roberto Carlos-Erasmo Carlos                                       | 5:15    |
| 2.  | "Mulher Pequena"                                                             | Roberto Carlos-Erasmo Carlos                                       | 4:00    |
| 3.  | "De Coração"                                                                 | Eduardo Lages-Paulo Sérgio Valle                                   | 4:26    |
| 4.  | "Você Como Vai ?" (E Tu Come Stai ?)                                         | Claudio Baglioni Versão: Roberto Carlos-Erasmo Carlos              | 4:20    |
| 5.  | "Dito e Feito"                                                               | Altay Veloso                                                       | 4:34    |
| 6.  | "Herói Calado"                                                               | Roberto Carlos-Erasmo Carlos                                       | 5:10    |
| 7.  | "Eu Preciso Desse Amor"                                                      | Michael Sullivan-Paulo Massadas                                    | 4:12    |
| 8.  | "Você Mexeu Com a Minha Vida"                                                | Mauro Motta-Paulo Sérgio Valle                                     | 4:44    |
| 9.  | "Dizem Que Um Homem Não Deve Chorar" (Nova Flor/Los Hombres No Deben Llorar) | Mário Zan-Palmeira-Pepe Avila Versão: Roberto Carlos-Erasmo Carlos | 4:30    |
| 10. | "Una En Un Millón"                                                           | Roberto Livi-Alejandro Vezzari                                     | 5:00    |

Ficha Técnica
Produzido por: Mauro Motta
Gravado nos estúdios Conway, e Westlake (Los Angeles), Sigla, Estúdio K, Estúdio Mix, e Transamérica (RJ) e Crescent Moon (Miami)
Engenheiros de gravação: Edu de Oliveira, Rick Ruggieri, Frankie Clark e Luiz Paulo
Assistentes de gravação: Mauro Moraes, MarnieRiley, Cláudio Oliveira, Billy e John Fundingsland
Mixado no estúdio Westlake (Los Angeles)
Engenheiros de mixagem: Rick Ruggieri e Edu de Oliveira
Corte: Élio Gomes (Sony Music, Rio de Janeiro)
Fotos: Milton Montenegro

Direção de arte: Carlos Nunes